# Edward Mordrake
Edward Mordrake (in einigen Quellen auch Mordake) ist eine fiktive Person und Gegenstand einer vor allem in den Vereinigten Staaten verbreiteten urbanen Legende, nach der Mordrake ein zweites Gesicht auf seinem Hinterkopf besessen haben soll.

## Beschreibung und früheste bekannte Erwähnungen
Die früheste bekannte Beschreibung Mordrakes findet sich in einem 1895 erschienenen Artikel der Tageszeitung The Boston Post, in dem der Autor Charles Lotin Hildreth einige angeblich real existierende Fälle „menschlicher Freaks“, wie er sie bezeichnete, beschrieb, darunter etwa eine Frau mit der Schwanzflosse eines Fischs, einen Mann mit dem Körper einer Spinne und ähnliche „Kuriositäten“. Hildreth behauptete in dem Artikel, besagte Fälle in alten Berichten einer „Royal Scientific Society“ entdeckt zu haben, obwohl unklar ist, ob eine Gesellschaft dieses Namens überhaupt jemals existierte.
Die im darauffolgenden Jahr erschienene Abhandlung Anomalies and Curiosities of Medicine von George Gould und Walter Pyle enthielt ebenfalls einen Eintrag zu Mordrake, der Hildreths Beschreibung in der Boston Post im Wortlaut entsprach. Mordrake wird darin beschrieben als Erbe eines englischen Adelsgeschlechts, der in völliger Abgeschiedenheit lebte, um das Frauengesicht auf seinem Hinterkopf zu verbergen, das ihn verspottet, ausgelacht und ihm Dinge zugeflüstert haben soll, „von denen man nur in der Hölle spricht“. Den Ausführungen nach nahm sich Edward Mordrake im Alter von 23 Jahren aus Verzweiflung das Leben.

## Popkulturelle Erscheinung
Die Legende um Edward Mordrake wird in verschiedenen Filmen, Liedern und Texten aufgegriffen, etwa in Tom Waits’ 2002 veröffentlichtem Song Poor Edward oder dem 2014 erschienenen Kurzfilm Edward the Damned.
In der vierten Staffel der US-Fernsehserie American Horror Story tritt die Figur des Edward Mordrake (gespielt von Wes Bentley) in einer mit seinem Namen betitelten Doppelfolge ebenfalls in Erscheinung. Hier wird die Legende um den Aberglauben erweitert, der Geist Mordrakes hole Darsteller sogenannter „Freak Shows“, die am Halloweenabend Vorstellungen geben, noch in derselben Nacht in die Hölle.